# Folytassa a Khyber-szorosban!
Folytassa a Khyber-szorosban!, eredeti angol címe Carry On Up the Khyber, 1968-ban bemutatott brit (angol) filmvígjáték, a Brit Birodalomról szóló heroikus filmek paródiája, a Gerald Thomas által rendezett Folytassa… filmsorozat 16. darabja. Főszereplői a sorozat rendszeres sztárjai, Sidney James, Kenneth Williams, Charles Hawtrey, Joan Sims, Peter Butterworth, Bernard Bresslaw, Terry Scott és Peter Gilmore. Itt jelent meg utoljára Wanda Ventham és Angela Douglas. Roy Castle-nek ez volt egyetlen sorozatbeli megjelenése, az egyébként Jim Dale által játszott amorózó-szerepben.
A film főleg Rudyard Kipling Brit-Indiában játszódó regényeiből készült sematikus filmeket parodizálja, melyeket a brit tökéletesség és felsőbbrendűség dicsőítése jellemzett. A főcímhez kapcsolt alcím …avagy a britek helyzete Indiában (angolul: …or the British Position in India).

## Cselekmény
A történet 1895-ben Brit-Indiában játszódik, az Afganisztánnal határos észak-nyugati határvidéken, a (kitalált) Kalabar tartományban. A Hindukuson át vezető, kulcsfontosságú Khyber-hágót a rettenhetetlen hírű 3. skót-felföldi ezred őrzi. A tartományban a Brit Birodalmat Viktória császárné helytartója, Sir Sidney Ruff-Diamond kormányzó (Sidney James) igyekszik a helyi vezetőkkel összhangban kormányozni. Észak-India leghatalmasabb rádzsája, Kalabar gházija (Kenneth Williams), látszólag hajlong a brit kormányzó előtt, de gyűlöli a brit megszállókat és titokban felkelést szít. A kormányzó felesége, Lady Ruff-Diamond (Joan Sims) rokonszenvesnek találja a gházit és flörtöl vele. A gházi szép leánya, Jelhi hercegnő szíve pedig egy brit tisztért, Keene kapitányért (Roy Castle) dobog.
A két fél között kényes patthelyzet áll fenn. A helyiek hatalmas túlerőben vannak, a fehér gyarmatosítók hatalmát csak a brit legyőzhetetlenség mítosza tartja fenn. Ennek része, hogy a skót ezredbelieknek, az ősi „True Scotsmen” katonai hagyományt követve, tilos alsóneműt hordani a kiltjük alatt (kivéve templomi körmenetben és olyan tornabemutatón, ahol nők is jelen vannak). Ami a szoknya alól kibukkanhat, a bennszülötteket rettegéssel tölti el. A tilalom ellen vétő katonák fegyelmi büntetést kapnak. A skótokat az indiaiak „szoknyás ördögöknek” nevezik és félnek tőlük.
Egy napon Bungdit Din afgán fejedelem (Bernard Bresslaw) kísérőjével a Khyber-hágón át akar besurranni Brit-Indiába. Az átjárót egy operettkatona, Widdle közlegény (Charles Hawtrey) őrzi. Nem merik megtámadni a legyőzhetetlennek gondolt „ördögöt”, inkább lekenyerezéssel próbálkoznak: minden brit szenvedélyes emléktárgy-gyűjtő, Bungdit Din egy díszes kardot akar felajánlani Widdle-nek. Amikor azonban előhúzza a kardot, Widdle elájul ijedtében. Ez soha vissza nem térő alkalom: Bungdit Din megnézi, van-e alapja a skótokat övező mítosznak. Widdle azonban alsógatyát visel, Bungdit Din ezt nyomban le is húzza róla és elviszi magával a gházihoz, bizonyítékként.
Widdle jelenti a történteket feljebbvalójának, MacNutt törzsőrmesternek (Terry Scott), aki azonnal átlátja az eset súlyosságát. A ezredparancsnokság, majd a kormányzó elé kerül az ügy. Valamennyien tisztában vannak a veszéllyel: ha kitudódik, hogy a skót „ördögök” gatyát hordanak, elvész legyőzhetetlenségük mítosza, a felkelők kisöprik a briteket Kalabárból, elveszhet egész Brit-India. Sir Sidney azonnal rendkívüli hivatalos látogatást tesz Kalabar kházijánál, aki diadalittasan mutatja neki friss vadászzsákmányát, a trófeaként kitett gatyát. Mézesmázos diplomáciai fejtegetés után Sir Sidney bizonyítani óhajtja, hogy Widdle közlegény egyedi eset volt, de kiderül, hogy saját kíséretének tagjai, MacNutt törzsőrmester és Keene kapitány is gatyát viselnek.
Visszatérve Sir Sidney felsorakoztatja az ezredet és általános szemlét tart. Kiderül, hogy a katonák kevéssé hagyománytisztelők, mindenki alsónadrágot hord. A vészhelyzetre tekintettel a kormányzó elrendeli, hogy minden katona, akit gatyaviselésen kapnak, hadbíróság elé kerül. Lady Ruff-Diamond titokban lefotografálja az eseményt. A fotót felajánlja a gházinak, cserébe szerelmes gyengédséget kíván tőle. A gházi a fotóval északra indul Bungdit Din palotájába, hogy fellázítsa a szabad afgán törzseket. Lady Ruff-Diamond is vele tart. Kicsit aggódik magára hagyott férjéért, de a gházi megnyugtatja, hogy pár nap múlva úgyis az össze brit halott lesz. Jelhi hercegnő kihallgatja őket, és figyelmezteti szerelmét, Keene kapitányt.
Keene kapitány álruhás különítményt szervez, hogy behatoljon az ellenséges területre, visszaszerezze a fotográfiát és visszahozza a kormányzónét. MacNutt törzsőrmestert és Widdle közlegényt „önkéntesként” maga mellé rendeli. Kalauzként a szex- és pénzéhes Belcher misszionárius atyát (Peter Butterworth) viszik magukkal. Bungdit Din palotájában először baráti törzsfőknek hiszik és a hárembe vezetik őket, de rövid etye-petye után lebuknak és tömlöcbe vetik őket és kivégzésüket tervezik. A szextől vonakodó gházi azt tervezi, kivégezteti a kormányzónét is, hogy ellenszolgáltatás nélkül juthasson a fotográfiához. Jehli hercegnő segítségével azonban megszerzik egy fakír végtelenre nyújtható létráját és valamennyien megszöknek, de a fontos fotót elvesztik, az a gházi kezébe jut. Közben Sir Sidney Ruff-Diamond kormányzóhoz egyenként érkeznek a gházi lelkifurdalástól gyötört feleségei, akik saját személyükkel szeretnék jóvátenni a bűnt, amit a gházi a kormányzóné elcsábításával elkövetett. Sir Sidney mindegyiküktől személyesen szedi be a jóvátételi szolgáltatást, a végső kimerültség állapotába jutva.

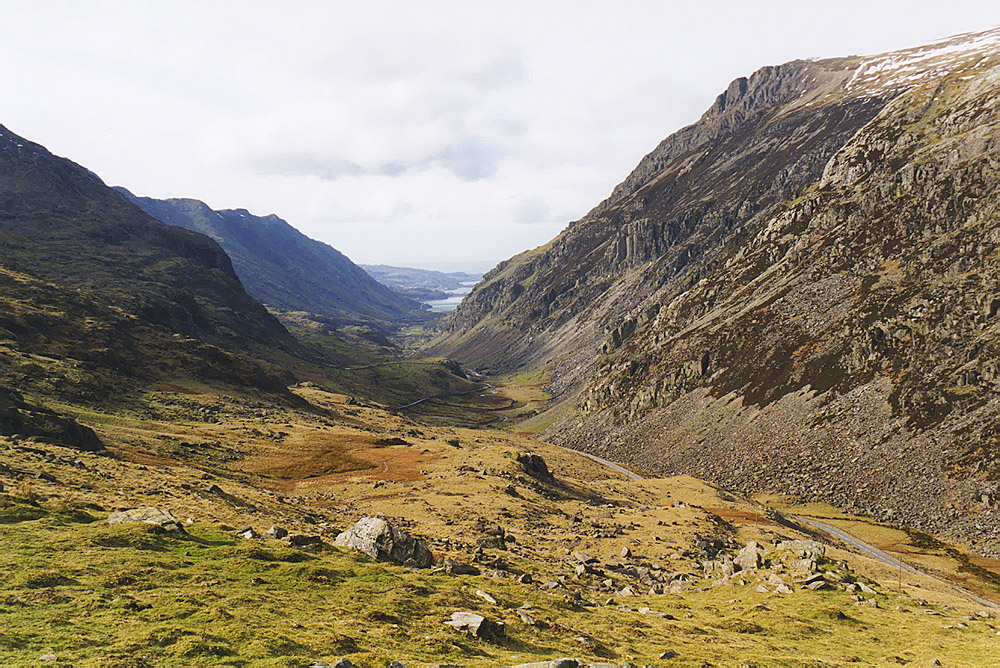
A walesi Llanberis-hágó, a filmbeli Kyber-hágó

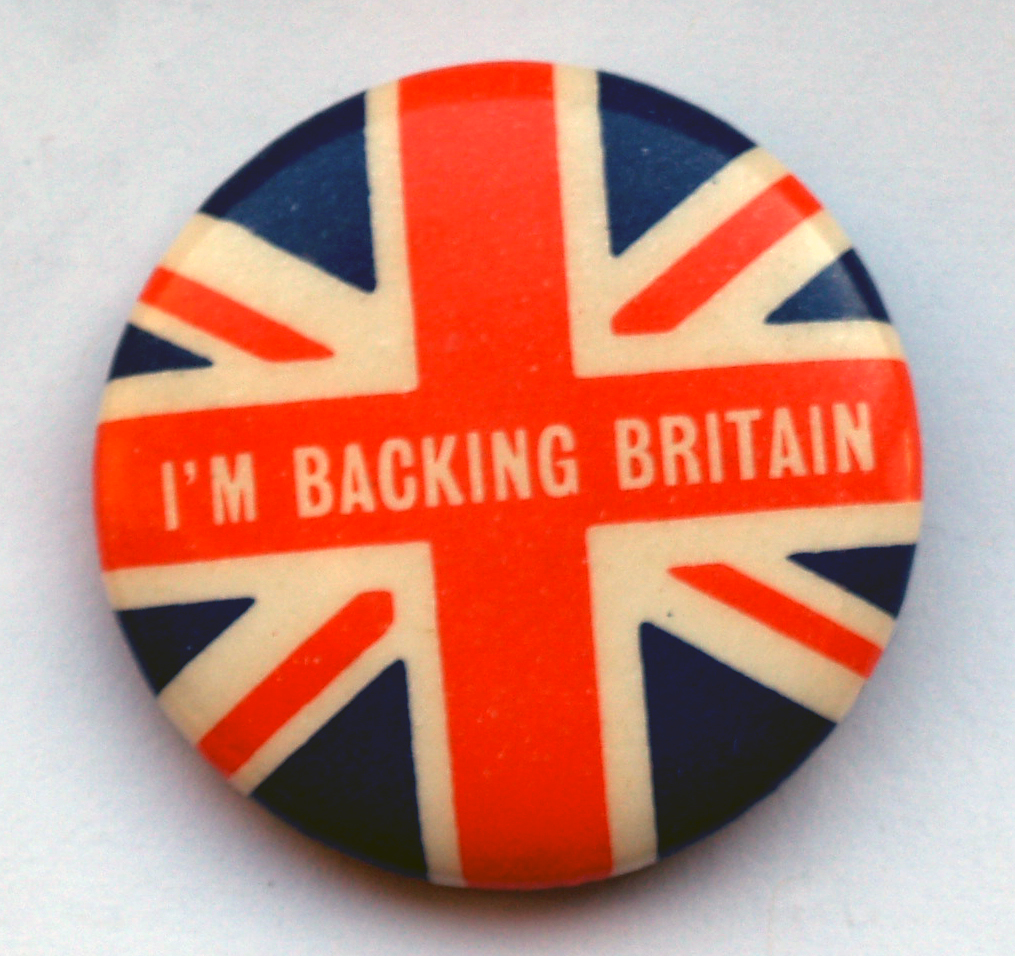
„Backing Britain” jelvény az 1960-as évekből

A gházi és Bungdit Din a fotóval meggyőzik a törzsfőnököket, hogy a „szoknyás ördögöktől” nem kell tartaniuk, alsóneműt hordanak, mint az asszonynép. Kirobban a felkelés. Mire a szökevények elérik a Khyber-hágót, Bungdit Din előcsapatai már halomra ölték a hágót őrző skót katonákat. (Még meghallgatják a halálra sebzett Peter Gilmore búcsúszavait). Tovább menekülnek a kormányzói rezidenciára, sarkukban a gházi és Bungdit Din győzelemittas felkelői. A kormányzóné férje bocsánatáért esdekel, elmondja, hogy semmi sem történt közte és az aszexuális gházi között. Szent lenne a béke, de a szekrényből előbújik a gházi legutóbb ott járt felesége, és valamennyiük nevében a Ladytől kér bocsánatot, hogy olyan bűnt tettek jóvá az ő férjével, amit a gházi nem is követett el. A kormányzóné ezután az asztal körül kergeti Sir Sidneyt és széttöri a fején a porcelán szervizt.
MacNutt törzsőrmester a skót ezred katonáival megszervezi a rezidencia védelmét. Sir Sidney úgy véli, súlyos a helyzet, a lázadás egész Indiát lángba boríthatja. Diplomáciai tapintattal kell elhárítani. „Britek vagyunk, nem teszünk semmit. A vacsorát hétkor szervírozzák. Dressz kód: fekete nyakkendő.” Így is történik, az úri társaság kamarazenekar hangja mellett asztalhoz ül. Pincérek szervírozzák az italokat, ételeket. Közben az udvaron folyik az ostrom, a felkelők ágyúval törik a ház falait, ablakait, hullik a vakolat, mindezt a britek teljes flegmával fogadják. A halálra rémült Belcher testvért azzal nyugtatják, az összeomló falakat bizonyára termeszek gyengítették meg, és ideje renoválni.
Az ostromlók hamarosan bedöntik a kaput, betörnek az udvarra, kézitusa alakul ki. Sir Sidney és a tisztek – szigorúan a hölgyek engedelmével – kimennek megnézni a helyzetet, de az ő beavatkozásuk sem segít. Az utolsó utáni pillanatban a kormányzó sorakoztatja az életben maradottakat, és parancsára a katonák felemelik a szoknyájuk szélét. Az eléjük táruló látványtól az ellenséges harcosok pánikba esnek, szélsebesen elmenekülnek. A britek, mintha mi sem történt volna, visszatérnek a rommá lőtt rezidenciába: „A kávét a szalonban szolgáljuk fel.” Egyedül a Belcher testvér nem tud magához térni a sokkhatás alól. A „Támogatom Britanniát” lobogót látva, a nézőkhöz intézett szavaival zárul a film: „Ezek kötözni való bolondok, nekem elhihetik.”

## Szereposztás
| Szerep                    | Színész           | Magyar hangja (1. szinkron) |
| ------------------------- | ----------------- | --------------------------- |
| Sir Sidney Ruff-Diamond   | Sidney James      | Beregi Péter                |
| Kalabar gházija           | Kenneth Williams  | Harsányi Gábor              |
| James Widdle közlegény    | Charles Hawtrey   | Maros Gábor                 |
| Keene kapitány            | Roy Castle        | Lux Ádám                    |
| Lady Ruff-Diamond         | Joan Sims         | Simon Eszter                |
| Bungdit Din               | Bernard Bresslaw  | Borbiczki Ferenc            |
| Belcher testvér           | Peter Butterworth | Besenczi Árpád              |
| MacNutt (fő)törzsőrmester | Terry Scott       | Csuja Imre                  |
| Jelhi hercegnő            | Angela Douglas    | Orosz Anna                  |
| Fakír                     | Cardew Robinson   | Végh Péter                  |
| Shorthouse őrnagy         | Julian Holloway   | Juhász György               |
| Ginger Hale közlegény     | Peter Gilmore     | Megyeri János               |
| A gházi első felesége     | Wanda Ventham     | N/A                         |

## Idézetek
- A gházi a leányát, Jehli hercegnőt oktatja a szoknyás ördögökről: „Ó gyermekem, te még nem háborúztál. De képzeld csak el, hogy milyen ijesztő lehet, amikor egy ilyen ember rád támad, a szoknyáját fellibbenti a szél, és óriási nagy bajonettjét beléd mélyeszti.”

## Gegek
- A gházi palotájában a magas vendégek érkezését gongütéssel jelzik, a kalapácsot egy barna bőrű, barna bőrkötényes izmos férfi lendíti. A gong és a férfialak a filmet forgalmazó Rank Organisation logójával azonos, mely a Rank-filmek kezdő képkockáin látható. (Ugyanilyen gong és férfialak köszön vissza a sorozat a sorozat kései, legutolsó filmjében, az 1993-as Folytassa, Kolumbusz!-ban is annak ellenére, hogy azt már nem a Rank, hanem a United International Pictures forgalmazta.)

## Fogadtatás
1969-ben az Egyesült Királyságban a „Khyber” volt második legnagyobb jegybevételt hozó mozifilm.
A film Rudyard Kiplingnek Brit-Indiában játszódó herikus kalandregényeit figurázza ki. A cselekmény idején, a 19. század végén a Brit Birodalom hatalmának zenitjén állt, a viktoriánus szokásosok és erkölcsök mélyen beleágyazódtak a társadalom szövetébe. A közmondásos brit hidegvért ironikusan ábrázolja, amikor a vezető osztály (establishment) nem tud döntést hozni, de ezt még egymás között sem ismerik be, ehelyett nem vesz tudomást a valóságról, és saját komfortzónájának buburékjába zárkózva megszokott rítusait pörgetve vészeli át az eseményeket. A film bemutatásának idején a Brit Birodalom már régen széthullott. Az elevenbe találó szatíra a filmet saját korának egyik legsikeresebb angol filmjévé tette.
A „Khyber”-filmet gyakran emlegetik a Folytassa-sorozat legsikeresebb darabjaként.

 1999-ben a BFI (British Film Institute) minden idők legjobb angol filmjeinek toplistáján a 99. helyre sorolta.
Colin McCabe, az Exeteri Egyetem angol nyelvi tanára a Khyber-t a Folytassa, Kleo!-val együtt minden idők legjobb filmjei közé sorolta.

## További információ
- Folytassa a Khyber-szorosban! a PORT.hu-n (magyarul)
- Folytassa a Khyber-szorosban! az Internetes Szinkronadatbázisban (magyarul)
- Folytassa a Khyber-szorosban! az Internet Movie Database-ben (angolul)
- Folytassa a Khyber-szorosban! a Rotten Tomatoeson (angolul)
- Folytassa a Khyber-szorosban! a Box Office Mojón (angolul)
- Robert Ross. The Carry On Companion. London: B.T. Batsford (2002). ISBN 0-7134-8771-2
- Carry On Up the Khyber (1968). The Whippit Inn (thewhippitinn.com). [2011. augusztus 3-i dátummal az eredetiből archiválva]. (Hozzáférés: 2021. február 8.)
- Carry On Up the Khyber (1968) (angol nyelven). Carry On Line (carryonline.com). [2021. február 8-i dátummal az eredetiből archiválva]. (Hozzáférés: 2021. február 8.)
- Carry On… Up The Khyber. 1968 British comedy film on Imperial India (angol nyelven). British Comedy Guide (comedy.co.uk). (Hozzáférés: 2021. február 8.)
- Folytassa a Khyber-szorosban! (1968), filmek magyar szinkronnal. videa.hu. (Hozzáférés: 2021. február 8.)